# Jack Antonoff
Jack Micheal Antonoff (sinh ngày 31 tháng 3 năm 1984) là một ca sĩ, nhạc sĩ kiêm nhà sản xuất âm nhạc người Mỹ. Anh là ca sĩ chính của nhóm Bleachers, và tay chơi guitar chính trong nhóm Fun. Antonoff từng có một đề cử giải Quả cầu vàng và thắng ba giải Grammy. Anh cũng đứng ra tổ chức một nhạc hội hàng năm là Shadow of The City, diễn ra bang New Jersey.

## Thời niên thiếu
Antonoff ra đời vào ngày 31 Tháng 3 năm 1984 tại quận Bergenfield, New Jersey. Anh là con thứ hai trong gia đình ba người con của Shira (Wall) và Rick Antonoff; là em trai ruột của nhà thiết kế thời trang Rachel Antonoff. Em gái của anh, Sarah đã qua đời năm 13 tuổi do căn bệnh ung thư não khi Antonoff học năm cuối trung học. Sự kiện này đã để lại ảnh hưởng sâu sắc tới Jack qua lời nói "... xuyên suốt sự nghiệp của tôi tôi thường hay nhớ lại sự kiện đấy dưới nhiều góc nhìn."
Antonoff là người Do thái. Anh lớn lên tại New Milford, New Jersey và Woodcliff Lake, New Jersey; anh học tiểu học tại trường Solomon Schechter Day School thuộc hạt Bergen. Lên trung học, anh và chị mình chuyển đến Manhattan nhập học tại Trường Thiếu nhi Chuyên nghiệp.
Vào năm hai trung học, anh cùng nhóm bạn thời tiểu học đã thành lập một ban nhạc punk rock tên Outline vào tháng 11 năm 1998. Họ đã cho ra mắt EP đầu tay lấy tên nhóm thông qua hãng thu âm của một người bạn tháng 1 năm 2000. Antonoff đảm nhận vai trò hát chính ban đầu cho tới đầu năm 2000 thì chuyển sang Eddie Wright. Việc thêm thành viên đã khiến họ thu âm thêm 6 ca khúc và sau đó phát hành với tên gọi 6 Song Demo vào mùa hè. Họ đã phát hành album hoàn chỉnh, A Boy Can Dream, vào tháng 7 năm 2001 thông qua hãng thu âm Triple Crown Records. Ở độ tuổi 15, họ đã tự mày mò đặt show ở nhiều tiểu bang, bao gồm Florida và Texas bằng chiếc xe minivan mượn từ bố mẹ của Antonoff. Xuyên suốt tour, nhóm Outline đã diễn tại nhiều địa điểm như những hiệu sách tư nhân, trong khi thành viên lớn tuổi nhất nhóm đảm trách việc lái xe vì anh ấy đã đủ 18 tuổi. Antonoff sau đã giải thích rằng " Hầu như chẳng có một ai đến xem cả hoặc là nhạc cụ lại hư hỏng nên chơi cũng chẳng hay ho gì... nhưng đấy lại chính là khoảnh khắc tôi cảm thấy yêu thích việc đi lưu diễn." Ban nhạc tồn tại cho đến năm 2002.

## Danh sách album

### Với fun.
- Aim and Ignite (2009)
- Some Nights (2012)

### Với Bleachers
- Strange Desire (2014)
- Gone Now (2017)
- Take The Sadness Out Of Saturday Night (2021)